# China Railways SS6

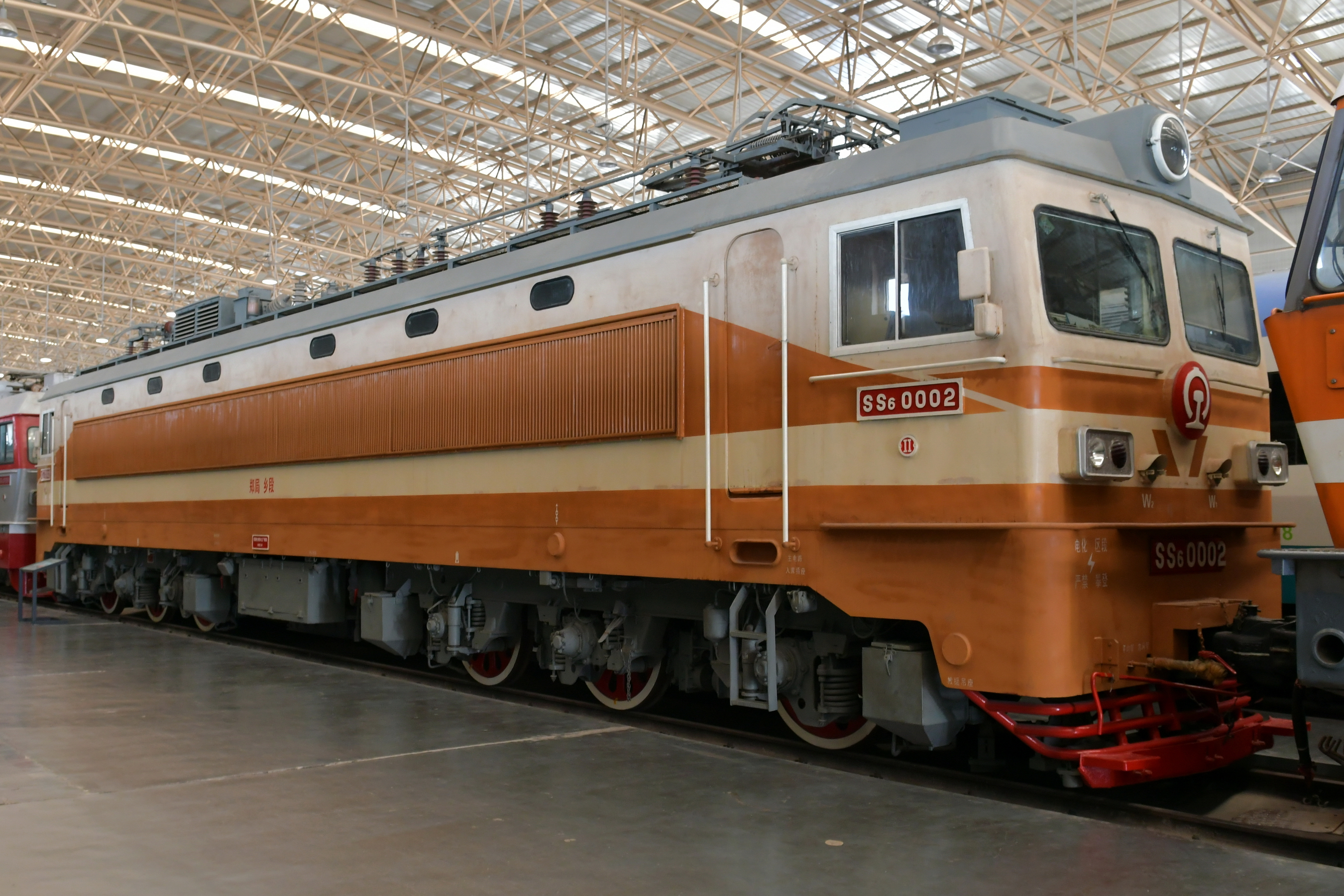
Une SS6 au Musée ferroviaire de Chine

La Shaoshan 6 (en chinois : 韶山六) est un type de locomotive électrique utilisée sur le réseau ferroviaire national de la république populaire de Chine. Cette locomotive était la sixième locomotive électrique chinoise de ligne principale, construite par Zhuzhou Electric Locomotive Works.
La disposition générale de SS6 est similaire à SS3.  Le circuit principal de la SS6 est influencé par la 6K, un modèle de locomotive électrique importé du Japon.  L'alimentation électrique était un courant alternatif monophasé à fréquence industrielle et la disposition des essieux Co-Co. 

## Préservation
- SS6-0001 : est conservé au Zhengzhou Railway Driver College.
- SS6-0002 : est conservé au China Railway Museum.